# ホンダ・S600
S600（エスろっぴゃく）は、本田技研工業がかつて生産、販売していたSシリーズ第2弾の小型スポーツカーである。
愛称は「エスロク」。

## 概要
S500に続き、1964年3月～1965年12月に生産したFR・2シーターのオープンスポーツである。現在でもビンテージカーとして、一定の人気を保っている。また、西ドイツ（当時）へ輸出した初めてのアジア製四輪車でもあった。
新車時価格はオープンが、50万9000円で、クーペが59万9000円だった。
全幅・全長・排気量の全てが現在の軽自動車規格の範囲内であるが、法律上製造された当時の規格が適用されるため、排気量1000cc未満の普通車の扱いになる。(先代のS500も同様)

### スタイル・機構
オートバイやフォーミュラカーで培われた技術を元に、自動車製造の経験不足を補うべく、自動車としては独特のアイデアやメカニズムが散見される車両となっている。

#### エンジン

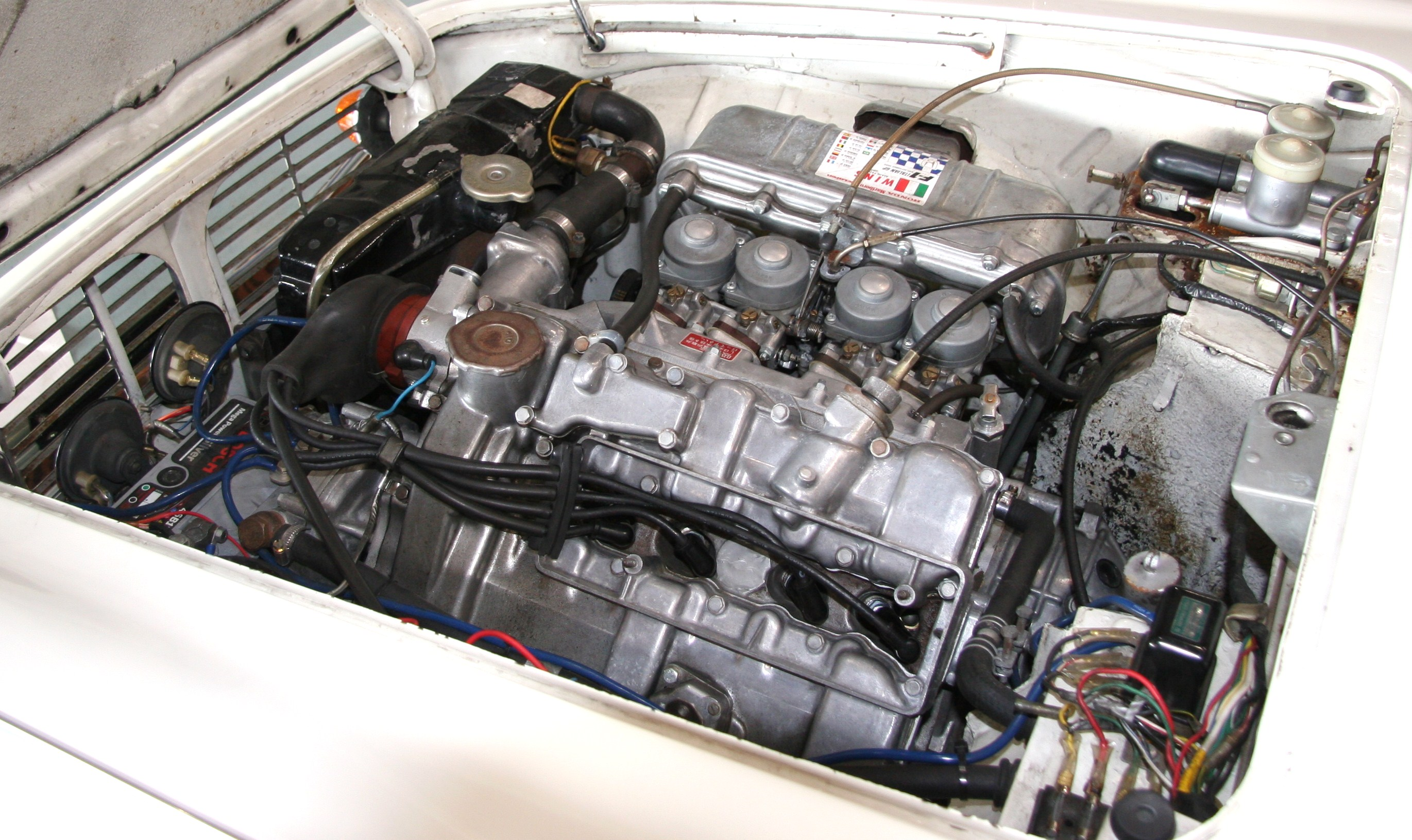
AS285型エンジン

S500同様の水冷直4 DOHCエンジンで、ボア、ストロークともに拡大（Φ54.5mm×65mm）し、606ccとしたAS285E型へ変更された。同社の一連の4ストローク2輪グランプリマシンやF2、F1のエンジンと同じ設計を取り入れた超高回転型エンジンを採用している。当時の日本車としては珍しいDOHCと4連キャブレターを装備し、606ccという限られた排気量の中で、回転数で馬力を出す（9,500rpmからがレッドゾーン）2輪用エンジンの様な特性であった。装備された京浜精機製作所製4連キャブレターや等長エキゾーストマニホールドに当時のホンダF1の雰囲気が読み取れる。

#### サスペンション/ドライブトレーン
基本構成はすべてS500を踏襲している。
駆動方式はFRであり、フロントサスペンションは縦置きトーションバー・スプリングとダブルウイッシュボーン、リアサスペンションは、コイルスプリングとトレーリングアームの組み合わせの4輪独立懸架である。このうちリアは駆動用チェーンケースをトレーリングアームと兼用としたチェーンアクスルを採用している。これはオートバイやスクーターでは採用例が多いものの、4輪車では殆ど例が無いチェーン駆動と後輪独立懸架の組み合わせという構成となっている。この方式は、駆動トルクのリアクションにより、アクセルペダルを踏み込めばリアを持ち上げ、戻せば沈み込む挙動を特徴とし（後退時はまったく逆の挙動）、優れた路面追従性を実現していた。

#### ボディー
S500との相違は外見的な相違は、冷却風量を確保するために開口を増したメッキグリルと、それに伴うバンパー形状の変更以外存在しない。ユニークなヘッドランプなど愛らしい外見で、本田宗一郎のお気に入りだったといわれる、また、リアフェンダーの張り具合は芸者の臀部をイメージしたものともいわれている。

## 歴史
- 1964年3月 S500の後継として発表された。価格は50万9,000円。サブマフラー、ヒーター、ラジオ、助手席サンバイザー、バックアップランプ（左右）、サイドシルプロテクターを標準装備としたSM600もラインナップされた。
- 1965年2月 ビジネス用の名目で、クーペが追加されている。車重は20kg増加した。
- 1966年1月 、後継車種のS800が発表された。